# Lampert Distelmeyer

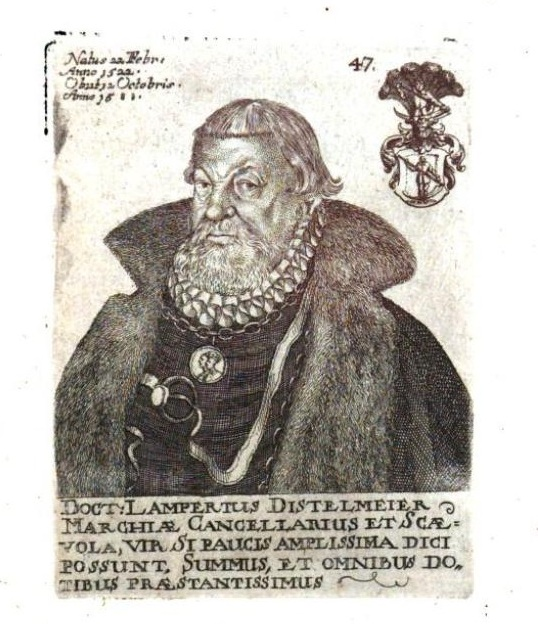
Lampert Distelmeier, in Martin Friedrich Seidels Bilder-Sammlung

Lampert Distelmeyer, auch Lamprecht Distelmeyer (* 22. Februar 1522 in Leipzig, Kurfürstentum Sachsen; † 12. Oktober 1588 in Berlin, Kurfürstentum Brandenburg) war ein deutscher Jurist und Kanzler der Mark Brandenburg.

## Leben
Die Familie Distelmeyer war aus Lüneburg nach Leipzig eingewandert. Lampert hieß nach seinem Vater, der ihn im Alter von fünf Jahren auf die Thomasschule in Leipzig schickte, die damals von Caspar Borner geleitet wurde. Als der Vater Ende 1528 starb, ließ ihn die Mutter bis zu ihrer Wiederverheiratung noch vier Jahre lang auf dieser Schule. Dann ließ ihn sein Stiefvater Johann Falkenhagen deponieren und brachte ihn bei einem Magister im Peterskolleg unter, wo er Latein lernte. Etwa 1535 kam er zu Wolfgang Meurer, von dessen Latein- und Griechischunterricht er sehr profitierte und 1538 zum Baccalaureus promoviert wurde.
Während einer Epidemie Ende 1539 trat Distelmeier für ein halbes Jahr als Hauslehrer in den Dienst eines Adligen bei Merseburg, anschließend kehrte er zu Wolfgang Meuer zurück, bis dieser nach Italien verreiste. Er fing nun an, Theologie zu studieren und Hebräisch zu lernen, Mitte 1541 begeisterte er sich plötzlich für das Jurastudium und studierte intensiv bei Melchior Wolmar, Adrian Albinus, Modestinus Pistoris, Johannes Stramburg, Ludwig Fachs, Joachim von Kneitlingen, Paul Lobwasser und Simon Pistoris.
1545 war Lampert Distelmeyer als Rat beim Kanzler Simon Pistorius in Merseburg tätig. 1546 kehrte er nach Leipzig zurück, um seine Studien fortzusetzen. Danach wurde Distelmeyer Syndikus der Stadt Bautzen und promovierte dann zum Doktor an der juristischen Fakultät in Leipzig. 1549 heiratete er dort.
Dann wurde Lampert Distelmeyer kurfürstlicher Rat von Joachim II. von Brandenburg und war für diesen in juristischen Angelegenheiten sowie in auswärtigen Gesandtschaften tätig. 1558 wurde er neuer Kanzler nach dem Tod von Johann Weinlob.  1569 erhob ihn der Kurfürst in den Ritterstand. In diesem Jahr erreichte er vom polnischen König Sigismund II. die Mitbelehnung der brandenburgischen Hohenzollern mit dem Herzogtum Preußen.
Lamprecht Distelmeyer war Herr von  Mahlsdorf bei Berlin.

## Ehe und Familie
Lampert Distelmeyer war mit Elisabeth, einer Tochter des Leipziger Kaufmanns Kersten Goldhan, seit 1549 verheiratet. Sie hatten vier Söhne und vier Töchter, von denen ihn ein Sohn und zwei Töchter überlebten:
- Christian Distelmeyer, wurde Kanzler der Mark Brandenburg
- Charitas Distelmeyer, heiratete am 17. Juni 1572 den brandenburgischen Rat Johann von Kötteritz (1534–1609)
- Elisabeth Distelmeyer, heiratete den schwedischen Oberstleutnant Jakob von Pfuel, Herr auf Ziethen und Ranft.[1]

An einer Seitenwand des Kirchenschiffes in der Alten Pfarrkirche Mahlsdorf, gegenüber der Kanzel, sind auf einem Epitaph vom Anfang des 17. Jahrhunderts Reliefs mit den Wappen der Familie Distelmeyer dargestellt.

## Darstellungen
Kupferstiche
Martin Friedrich Seidel veröffentlichte 1671 ein Kupferstichporträt von ihm von einem unbekannten Künstler, das Georg Gottfried Küster 1751 übernahm (Abbildung oben). Der Kupferstecher Georg Paul Busch fertigte 1722 ein weiteres Porträt von Lampert Distelmeyer an.
Büste in der Siegesallee

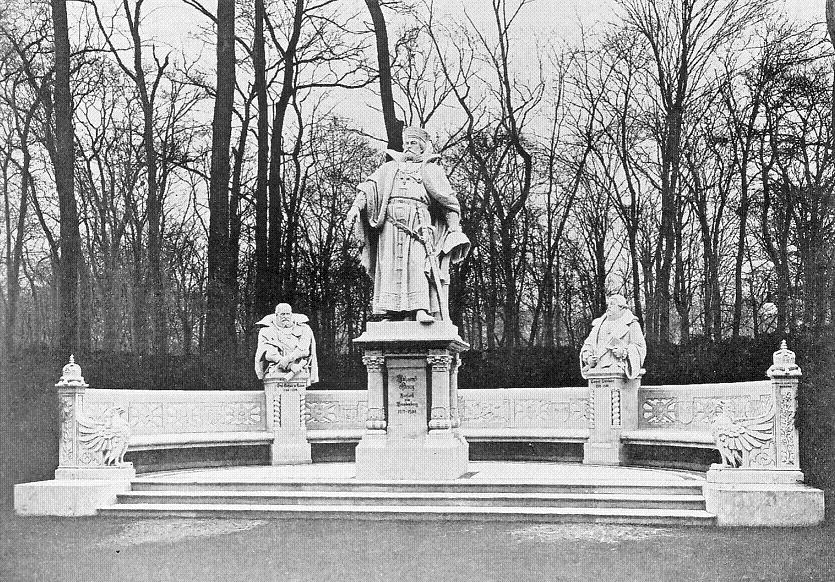
Denkmalgruppe 21 in der ehemaligen Berliner Siegesallee. Zentrales Standbild: Kurfürst Johann Georg. Die Nebenfiguren zeigen den Grafen Rochus zu Lynar (links); und rechts den Kanzler Lampert Distelmeyer

Für die ehemalige Berliner Siegesallee gestaltete der Bildhauer Martin Wolff eine marmorne Büste Distelmeyers als Seitenfigur der Denkmalgruppe 21 zu dem zentralen Standbild für den Kurfürsten Johann Georg, enthüllt am 18. Dezember 1901. Als Zeichen seines Amtes trägt Distelmeyer den kurfürstlichen Siegelring, auf der Brust trägt er ein Medaillonbildnis Georgs. Seine Verdienste um die Mitbelehnung Preußens sind vermutlich durch ein gesiegeltes Dokument in seiner linken Hand dargestellt.